# Diocesi di Same
La diocesi di Same (in latino Dioecesis Samensis) è una sede della Chiesa cattolica in Tanzania suffraganea dell'arcidiocesi di Arusha. Nel 2022 contava 33.000 battezzati su 420.542 abitanti. È retta dal vescovo Rogatus Kimaryo, C.S.Sp.

## Territorio
La diocesi comprende i distretti di Mwanga e Same nella parte meridionale della regione del Kilimangiaro in Tanzania.
Sede vescovile è la città di Same, dove si trova la cattedrale di Cristo Re.
Il territorio è suddiviso in 31 parrocchie.

## Storia
La prefettura apostolica di Same fu eretta il 10 dicembre 1963 con la bolla Adpetens Natalis Christi di papa Paolo VI, ricavandone il territorio dalla diocesi di Moshi.
Il 3 febbraio 1977 la prefettura apostolica è stata elevata a diocesi con la bolla Praefecturam illam dello stesso pontefice Paolo VI.
Originariamente suffraganea dell'arcidiocesi di Dar-es-Salaam, il 16 marzo 1999 è entrata a far parte della provincia ecclesiastica di Arusha.
Nel 2021 si è svolto il secondo sinodo diocesano.

## Cronotassi dei vescovi
Si omettono i periodi di sede vacante non superiori ai 2 anni o non storicamente accertati.
- Henry J. Winkelmolen, C.S.Sp. † (3 gennaio 1964 - 1977 dimesso)
- Josaphat Louis Lebulu (12 febbraio 1979 - 28 novembre 1998 nominato vescovo di Arusha)
- Jacob Venance Koda (16 marzo 1999 - 15 aprile 2010 dimesso)
- Rogatus Kimaryo, C.S.Sp., dal 30 aprile 2010

## Statistiche
La diocesi nel 2022 su una popolazione di 420.542 persone contava 33.000 battezzati, corrispondenti al 7,8% del totale.
| anno | popolazione | popolazione | popolazione | presbiteri | presbiteri | presbiteri | presbiteri                | diaconi | religiosi | religiosi | parrocchie |
| anno | battezzati  | totale      | %           | numero     | secolari   | regolari   | battezzati per presbitero | diaconi | uomini    | donne     | parrocchie |
| ---- | ----------- | ----------- | ----------- | ---------- | ---------- | ---------- | ------------------------- | ------- | --------- | --------- | ---------- |
| 1970 | 15.949      | 150.000     | 10,6        | 19         | 4          | 15         | 839                       |         | 15        | 26        |            |
| 1980 | 24.748      | 214.000     | 11,6        | 13         | 6          | 7          | 1.903                     |         | 8         | 25        | 11         |
| 1990 | 38.602      | 456.500     | 8,5         | 21         | 12         | 9          | 1.838                     |         | 16        | 23        | 32         |
| 1999 | 55.309      | 506.632     | 10,9        | 39         | 30         | 9          | 1.418                     |         | 17        | 32        | 57         |
| 2000 | 60.618      | 529.264     | 11,5        | 35         | 28         | 7          | 1.731                     |         | 15        | 36        | 60         |
| 2001 | 67.202      | 559.384     | 12,0        | 35         | 27         | 8          | 1.920                     |         | 17        | 33        | 60         |
| 2002 | 68.295      | 560.750     | 12,2        | 32         | 24         | 8          | 2.134                     |         | 16        | 35        | 60         |
| 2003 | 69.710      | 561.965     | 12,4        | 35         | 30         | 5          | 1.991                     |         | 13        | 37        | 60         |
| 2004 | 70.490      | 562.950     | 12,5        | 40         | 35         | 5          | 1.762                     |         | 13        | 40        | 62         |
| 2010 | 74.046      | 623.826     | 11,9        | 47         | 39         | 8          | 1.575                     |         | 14        | 62        | 56         |
| 2014 | 75.200      | 689.000     | 10,9        | 56         | 52         | 4          | 1.342                     |         | 12        | 235       | 28         |
| 2017 | 81.900      | 750.120     | 10,9        | 67         | 58         | 9          | 1.222                     |         | 23        | 168       | 30         |
| 2020 | 89.800      | 821.890     | 10,9        | 69         | 64         | 5          | 1.301                     |         | 16        | 139       | 30         |
| 2022 | 33.000      | 420.542     | 7,8         | 72         | 68         | 4          | 458                       |         | 22        | 163       | 31         |